# Koenigia polystachya
Koenigia polystachya (conocida como nudo himalaya) es una especie de planta con flores asiática, una de las muchas plantas nudosas de la familia Polygonaceae. Se distribuye desde el nordeste de Europa hasta el Afganistán y el China central. Se siembra en muchos lugares como planta ornamental. 
Es una de las especies de la familia que se volvieron localmente invasoras cuando fueron introducidas en Europa o América del Norte desde Asia, donde eran originarias. Por ejemplo, en Suiza forma parte de la Lista Negra de plantas invasoras. En ese país, se invita a los ciudadanos a informar sobre nuevos brotes de esta especie. Los sitios científicos participativos y colaborativos como Tela Botánica también ayudan a contribuir con bases de datos o fotografías sobre especies invasoras. Se ha establecido en algunas partes de América del Norte, principalmente en la Costa Oeste de los Estados Unidos y Canadá. Es una maleza invasora en las montañas de Sri Lanka y la única especie del género Koenigia tratada como invasora regional.

## Descripción
La K. polystachya es una hierba perenne rizomatosa que produce un arbusto de promedio 2 metros (6,6 pies) de altura.    

### Fitosociología
Su formación vegetal (caracterizada por la dominancia de un tipo biológico) es la hemicriptófita. La especie florece a finales de año. En su tierra natal florece de junio a septiembre, en Europa Central normalmente sólo de septiembre a octubre. Las flores del arbusto tienen un intenso aroma a vainilla.

### Aparato vegetativo

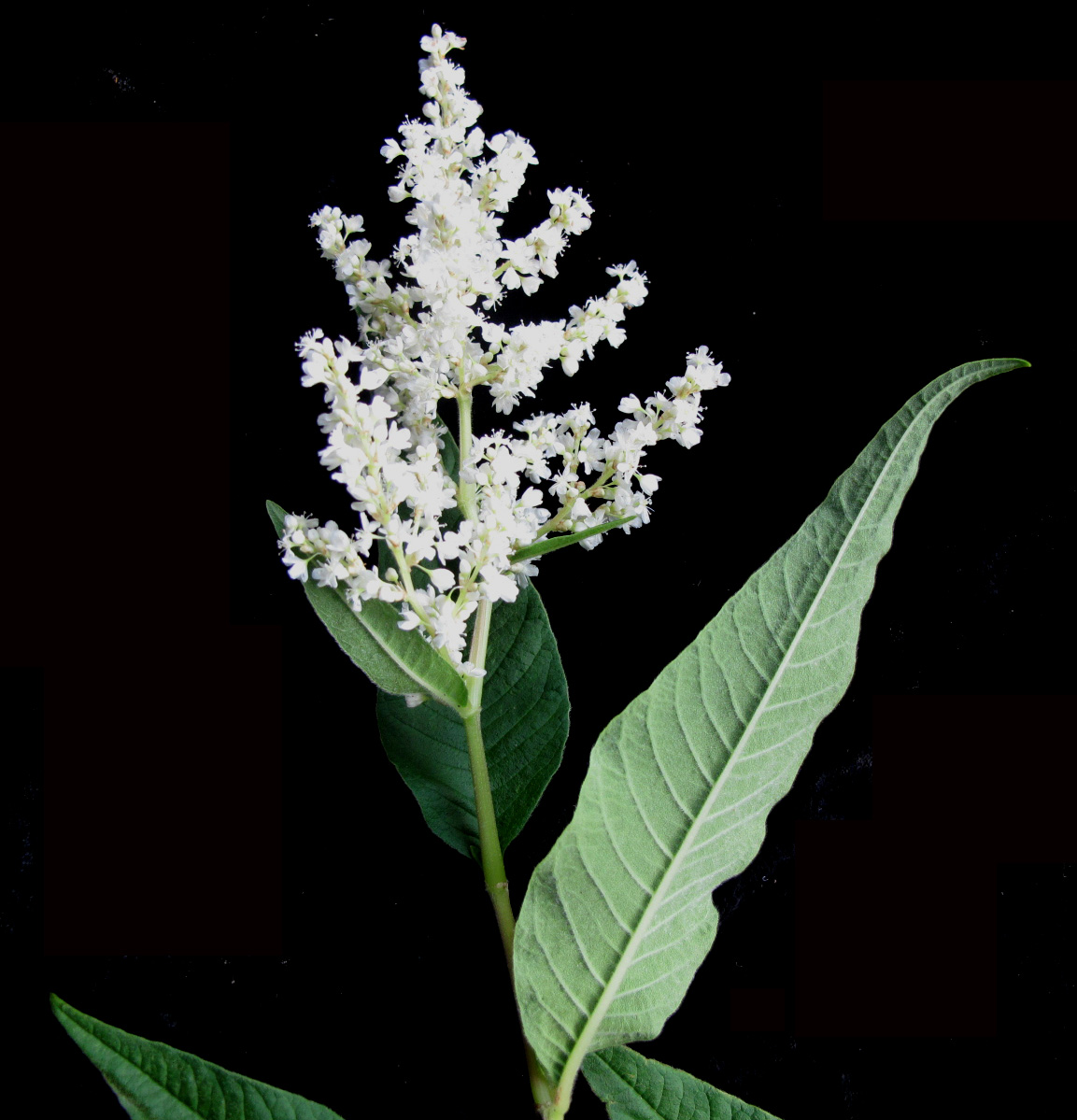
Koenigia polystachya, y sus flores y hojas.

La K. polystachya es ricamente ramificada con brotes que ocasionalmente se vuelven leñosos en la base. Los brotes suelen surgir en grupos a partir de un patrón perenne, por lo que pueden desarrollarse densas bandadas o matorrales. En diversas obras florales se dan alturas de 30 centímetros a 2,5 metros, generalmente uno, rara vez hasta dos metros. Los brotes surgen de brotes subterráneos (rizomas). El eje del brote es erguido y ricamente ramificado, es ligeramente velloso a glabro y suele ser de color pardusco, suele ser algo anguloso. Como es típico de la familia de la que es miembro, las hojas tienen una vaina de color marrón a marrón rojizo llamada ocrea alrededor de la sección del tallo adyacente (entrenudo) que mide de uno a cuatro centímetros de largo. Las hojas suelen ser de tallo claramente corto o casi sésiles. La lámina de la hoja es de tamaño variable, generalmente entre 5 y 20 centímetros, rara vez hasta 30 centímetros de largo y de 3 a 7 centímetros de ancho, lanceolada y puntiaguda en el extremo. Es ligeramente peludo en la parte superior hasta casi calvo o solo peludo en las venas de las hojas, y por lo general tiene pelo tomentoso densamente pubescente en la parte inferior de la planta.
Sus tallos son gruesos, huecos y erectos que superan fácilmente 1 metro (39,4 plg) de largo. Los tallos son rojizos cuando son jóvenes y luego de color verdoso a marrón a medida que envejecen. Crecen rápidamente, superando uno o dos metros de altura en pocos meses. Las hojas son peciolados largos, con lámina de oblonga a lanceolada terminada en punta con base apresurada o cordiforme. La parte inferior está cubierta de pelos finos (visibles con lupa), la parte superior es glabra. Las estípulas son de color marrón.

### Sistema reproductivo
A través de sus rizomas puede formar densas colonias. También puede propagarse asexualmente si las secciones del tallo que contienen nudos de raíz se separan y se trasladan a una nueva área. Las hojas son velludas y miden hasta 20 centímetros (7,9 plg) de largo. La inflorescencia ramificada es una serie de racimos de encaje de muchas flores blancas pequeñas. La inflorescencia es un tirso pánico terminal, ricamente ramificado. El perianto suele estar formado por cinco hojas de perigón, que tienen una forma algo desigual; los tres exteriores son más grandes que los dos interiores. Son alargados a obovados. Están libres hasta la base y no fusionados. Cuando los frutos están maduros no son de color negruzco ni agrandados. Los ocho estambres tienen anteras de color rojizo. El ovario es triangular con tres estilos libres con estigma grande. El fruto de color marrón, de aproximadamente 2,5 milímetros de largo, está encerrado en el perianto permanente.
El número de cromosomas de la planta es de 2n = 22.
La floración es tardía. Sus flores blancas o rosadas, con estambres de azulados a morados. Las flores están dispuestas en grandes panículas . Por su parte, los frutos son trigonales, de color marrón, de 3 a 5 milímetros (0,1 a 0,2 plg) de largo.

### Posible confusión
La K. polystachya se parece bastante al nudo japonés, excepto que :
- los arbustos que forma son más bajos (pero a menudo más densos);
- sus hojas, de unos 20 centímetros (7,9 plg) de largo para las más grandes, son claramente más ahusadas ;
- la forma de sus espigas florales es muy diferente (espiga de cimas trifloras).

## Biología

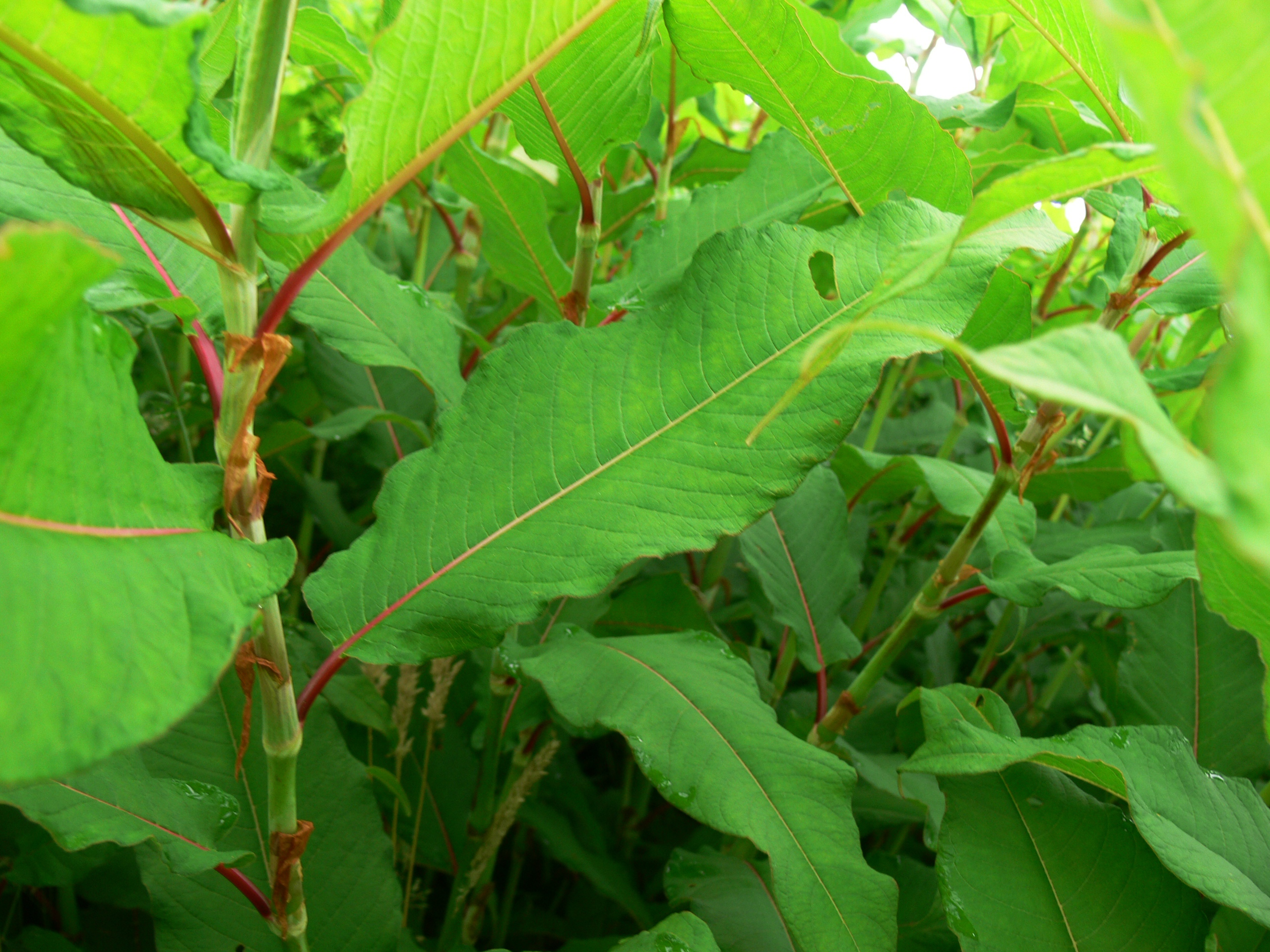
Detalles de la planta Koenigia polystachya.

La planta tiene varias formas de reproducción y poder ampliar su área de distribución.
- Las numerosas flores producen aquenios transportados por el viento, la escorrentía y quizás a veces por los animales.
- A través de sus rizomas puede formar colonias muy densas, sin dejar espacio para ninguna otra planta, por ejemplo en los terraplenes de las carreteras.
- También puede propagarse (reproducción asexual) si las secciones del tallo que contienen nudos que forman puntos de enraizamiento se separan de la planta madre y se trasladan a un suelo adecuado para ella. Al igual que ocurre con el nudo japonés, aplastarlo o cortarlo no es una forma de deshacerse de él.[16]

## Habitat y distribución
Como indican sus dos nombres comunes en inglés (Nudo del Himalaya), el área de distribución natural de la especie se encuentra a lo largo del Himalaya en India, Pakistán, Afganistán, Bután, Sikkim y Nepal, así como en China y el norte de Myanmar. En China está indicado para el oeste del país, en Sichuan, Yunnan y la Región Autónoma del Tíbet. En Europa se dio, inicialmente de forma accidental, para el noroeste de Europa y Suiza.  Se cultiva localmente con fines decorativos en general. Es adecuado para pendientes pedregosas que periódicamente se secan. 
En Europa, se encuentra colonizando terrenos baldíos, terraplenes de carreteras o ferrocarriles, bancos o bordes de plantas perennes de Europa central, eutrófilas, mesohídricas a mesohigrófilas. Fue introducida en Europa y América como planta ornamental, y localmente muestra capacidad de volverse invasora, incluso invasora (por ejemplo en el Estado de Washington. Aunque se ha expandido recientemente en determinadas regiones, es mucho más raro que el nudo japonés.
Actualmente se ha naturalizado en todo el terriotrio de Suiza. En Alemania sólo se han establecido firmemente unos pocos ejemplares naturalizados en las cadenas montañosas bajas del sudoeste, en la Selva Negra y en Allgäu , pero se presenta esporádicamente y se ha vuelto silvestre debido al cultivo mucho más allá; estos ejemplares actualmente no se considera establecido. En Polonia sólo un lugar se considera firmemente establecido, en el parque del castillo de Niepołcko. En Inglaterra, hasta ahora la especie se ha producido principalmente de forma subespontánea en lugares donde se depositan residuos de jardín. 

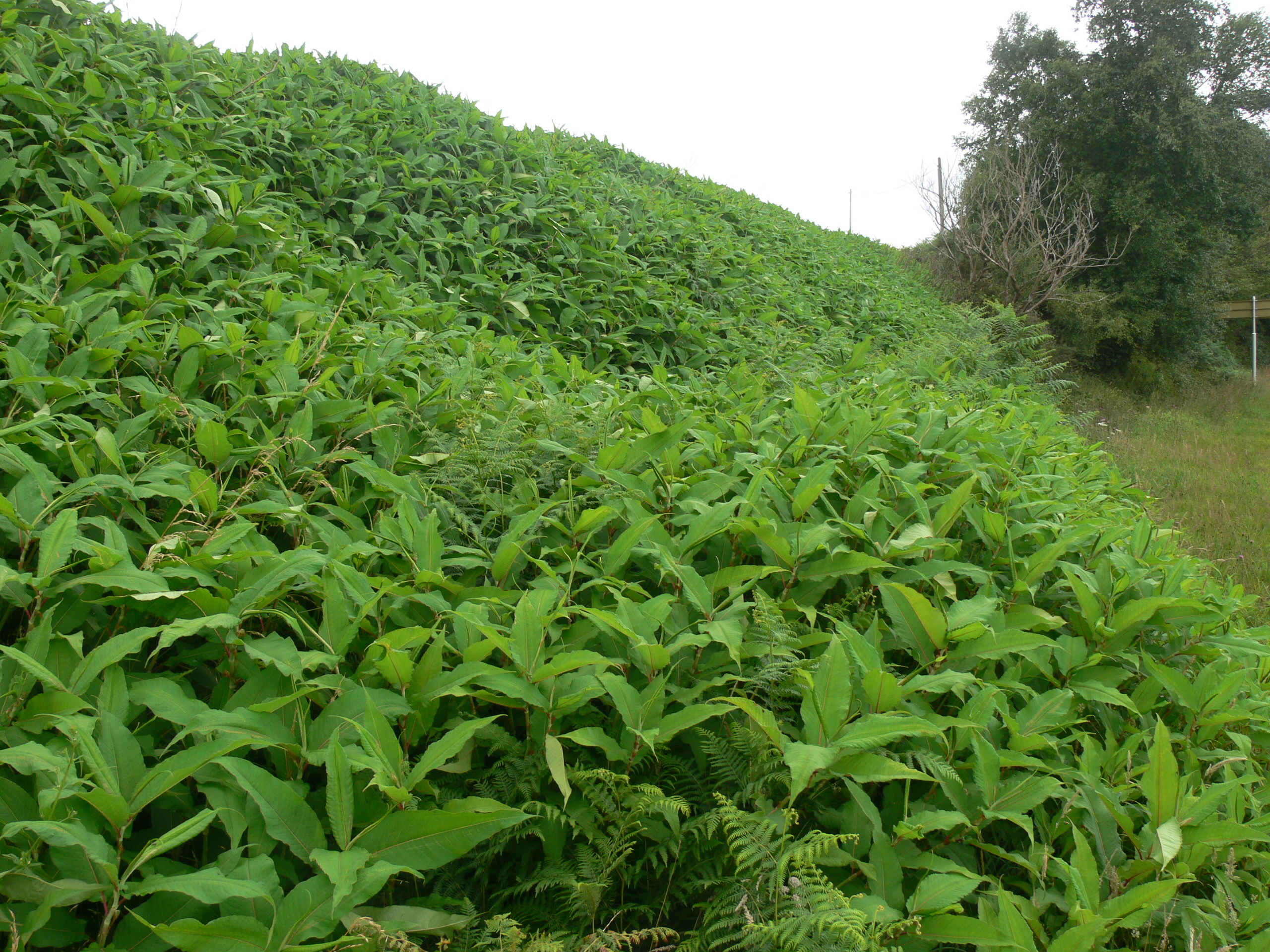
Polygonum polystachyum, al borde de una carretera departamental, en Francia

La especie crece en las montañas de su tierra natal; en China se la reporta en altitudes entre 2200 y 4500 metros  y en Pakistán de 1500 a 3000 metros Las poblaciones neofíticas también se encuentran a mayor profundidad en latitudes septentrionales, hasta el nivel del mar en Alaska Se encuentra en las orillas de agua, en los bordes de bosques y caminos y en terraplenes, donde a menudo crece en masas puras pobres en especies.   Al igual que otras especies invasoras de nudos, la especie en Europa se reproduce principalmente vegetativamente a través de rizomas y, a menudo, no alcanza la madurez de las semillas.
La especie puede colonizar suelos que varían de ácidos a neutros (alrededor de pH 7). Claramente prefiere suelos ricos en nutrientes. Es sólo moderadamente tolerante a la sombra. 

## Especies exóticas invasoras
En francés recibe el nombre de renouée à épis nombreux (nudo de muchas púas). Se incluye en la lista de especies exóticas invasoras que preocupan a la Unión Europea. Esto significa que ya no se puede importar, cultivar, comercializar, plantar ni liberar intencionalmente en el medio silvestre.
Al igual que otras plantas invasoras se introdujo en varios países de América y Europa como planta ornamental en el siglo XIX. En América del Norte, el nudo del Himalaya es un invasor agresivo que compite con especies nativas por espacio y recursos. Prospera en suelos recién removidos en zanjas al borde de las carreteras y en áreas bajas como llanuras aluviales y áreas ribereñas, canales de riego y otros sistemas de drenaje.

## Usos
En las áreas de Sikkim y Darjeeling de la India, los brotes y tallos comestibles de sabor levemente amargo se utilizan como verdura o para hacer condimentos picantes y acompañamientos para las comidas.
El extracto de raíz y las hojas poseen propiedades antibióticas, antisépticas, antifúngicas, antinociceptivas, antirreumáticas, diuréticas y astringentes.  Se han utilizado para tratar muchas enfermedades como indigestión, diarrea, disentería e infecciones superficiales como llagas, úlceras y otras dermatosis. Además, la quercetina-3-ramnósido (quercitrina), la quercetina total y la quercetina-3-D-galactósido (hiperósido) son compuestos fenólicos de la planta que promueven el buen estado de la salud. Además, la planta contiene flavanoles y catequinas, potentes antioxidantes que pueden ayudar a prevenir enfermedades relacionadas con el estrés oxidativo.
Se ofrece ocasionalmente en el comercio de jardinería como planta ornamental. Sin embargo, no se recomienda su uso por el riesgo de ser un neófito invasivo.

## Taxonomía y sistemática
La especie fue descrita por primera vez con la especie taxonómica de Polygonum polystachyum en 1832, sin haber desde entonces acuerdo sobre su género. Además de ser asignado al género Aconogonon (también escrito Aconogonum ), otros taxónomos también lo incluyen en los géneros Persicaria, Rubrivena y Koenigia. Cuando se asignó al género Persicaria, muchos autores prefirieron el nombre Persicaria wallichii Greuter & Burdet, ya que pertenece a la combinación Persicaria polystachya (Wall. ex Meisn.) H.Gross le da el homónimo Persicaria polystachya Opiz.
El género Aconogonon fue nombrado Polygonum por Karl Friedrich Meißner en 1826. Este género Aconogonon fue luego introducido y elevado a género independiente por Ludwig Reichenbach en 1837. La afiliación del nudo del Himalaya a ese género se basó principalmente en la inflorescencia suelta y paniculada de la planta y la ocre cortada torcidamente, que, sin embargo, lo vinculó igualmente con el género Rubrivena, introducido como secta Persicaria.
Por lo tanto, no se pudo llegar a un acuerdo sobre la división de la tribu Persicariae en especies según sus características morfológicas. Los estudios filogenómicos, basados en la comparación de secuencias de ADN homólogas, sugirieron la clasificación en un género separado Rubrivena, que sería el grupo hermano de Koenigia y Aconogonon juntos. Parece más probable una posición relativamente basal con respecto a las especies incluidas en Aconogonon. Sin embargo, el reconocimiento del género Aconogonon, incluso en una definición amplia, haría que el género Koenigia fuera parafilético. Por lo tanto, se incluyen todas las especies en un género amplio Koenigia ; calsificando a la especie como Koenigia polystachya (Wall. ex Meisn.) TMShush. & Revelar se llaman.  En la lista de la Unión aparece como Koenigia, en BfN en FloraWeb la especie todavía se puede encontrar bajo Aconogonon  . En la lista estándar alemana de helechos y plantas con flores figura como Aconogonon polystachyum (a octubre de 2018). 